# Hirmuste
Hirmuste − wieś w Estonii, w prowincji Sarema, w gminie Kärla. Według danych na 1 stycznia 2020 wieś zamieszkiwało 15 osób, a gęstość zaludnienia wyniosła 1,12 os./km².